# Tadeusz Wojda
Tadeusz Wojda (sinh 1957) là một giám mục người Ba Lan của Giáo hội Công giáo, ông đã trở thành Tổng giám mục của Białystok kể từ ngày 10 tháng 6 năm 2017. Vào ngày 2 tháng 3 năm 2021, ông được bổ nhiệm làm Tổng giám mục Gdansk.
Tadeusz Wojda sinh ngày 29 tháng 1 năm 1957 tại Kowala, Quận Kielce. Ông Wojda gia nhập Pallottines năm 1976 và được thụ phong linh mục vào ngày 8 tháng 5 năm 1983. Ông nhận bằng Đại học Giáo hoàng Gregorian năm 1986, và tiến sĩ năm 1989. Từ năm 1991, ông phục vụ trong nhiều vai trò khác nhau trong Thánh bộ Truyền giáo cho các Dân tộc.  Ông được bổ nhiệm làm thư ký dưới quyền của Giáo đoàn vào ngày 24 tháng 7 năm 2012. He was appointed the Congregation's under-secretary on ngày 24 tháng 7 năm 2012.
Vào ngày 12 tháng 4 năm 2017, Giáo hoàng Phanxicô đã tấn phong ông làm Tổng Giám mục Białystok. lễ tấn phong giám mục của ông được vào ngày 10 tháng 6 năm 2017.
Trong Hội đồng Giám mục Ba Lan, ông là thành viên của Ủy ban Truyền giáo và Ủy ban Concordat.
Ngày 07 Tháng Bảy 2019, trước khi cuộc diễu hành LGBT dự kiến diễn ra vào ngày 20 tháng 7, Wojda ban hành một công bố được đọc trong tất cả các nhà thờ ở Białystok và Podlaskie. Ông gọi các cuộc tuần hành này là "sự báng bổ Đức Chúa Trời". Ông mô tả cuộc tuần hành được tổ chức "bởi một sáng kiến nước ngoài ở vùng đất và cộng đồng Podlaskie, một khu vực có nguồn gốc sâu xa từ Cơ đốc giáo và quan tâm đến lợi ích của xã hội, đặc biệt là trẻ em".  Sau cuộc tuần hành, Wojda lên án bạo lực xảy ra tại cuộc tuần hành là không phù hợp với Cơ đốc giáo và kêu gọi các tín đồ cầu nguyện cho "gia đình và sự trong sạch bên trong".
Vào ngày 2 tháng 3 năm 2021, ông được bổ nhiệm làm tổng giám mục của Gdańsk.